# John Floyd (Politiker, 1769)

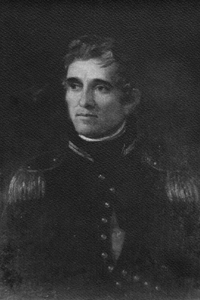
John Floyd

John Floyd (* 3. Oktober 1769 in Beaufort, Province of South Carolina; † 24. Juni 1839 bei Jefferson, Georgia) war ein US-amerikanischer Politiker. Zwischen 1827 und 1829 vertrat er den Bundesstaat Georgia im US-Repräsentantenhaus.

## Werdegang
John Floyd absolvierte eine Lehre als Zimmermann. Im Jahr 1791 zog er mit seinem Vater nach Georgia, wo er zunächst im Bootsbau arbeitete. Später baute die Familie im Camden County zwei erfolgreiche Plantagen auf. Nach dem Tod seines Vaters im Jahr 1820 erbte der Sohn diese großen Anwesen, auf denen vor allem Baumwolle und Reis angebaut wurden. Seit 1804 war Floyd auch Mitglied der Miliz im Camden County. Dabei brachte er es bis zum Brigadegeneral. Diesen Rang bekleidete er auch während des Britisch-Amerikanischen Krieges. Dort diente er als Mitglied der Staatsmiliz von Georgia. Dabei war er auch im Kampf gegen die Creek eingesetzt. Aufgrund seiner militärischen Leistungen wurde er zum Generalmajor befördert.
Nach dem Anschluss von Florida an die Vereinigten Staaten fungierte Floyd als Vorsitzender einer aus drei Mitgliedern bestehenden Kommission, die die Grenze zwischen den Staaten Georgia und Florida vermaß. Politisch schloss er sich in den 1820er Jahren der Bewegung um den späteren Präsidenten Andrew Jackson an. Später wurde er Mitglied der von diesem gegründeten Demokratischen Partei. Zwischen 1820 und 1827 saß er als Abgeordneter im Repräsentantenhaus von Georgia.
Bei den Kongresswahlen des Jahres 1826 wurde Floyd im zweiten Wahlbezirk von Georgia in das US-Repräsentantenhaus in Washington, D.C. gewählt, wo er am 4. März 1827 die Nachfolge von Alfred Cuthbert antrat. Bis zum 3. März 1829 absolvierte er aber nur eine Legislaturperiode im Kongress. Diese war von den heftigen Diskussionen zwischen den Anhängern und Gegnern von Andrew Jackson geprägt. Nach seinem Ausscheiden aus dem US-Repräsentantenhaus zog sich John Floyd auf seine Plantage „Bellevue“ zurück. Dort ist er am 24. Juni 1839 auch verstorben. Er war seit dem 12. Dezember 1793 mit Isabella Maria Hazzard verheiratet, mit der er zwölf Kinder hatte.